# Schloss Kellersberg

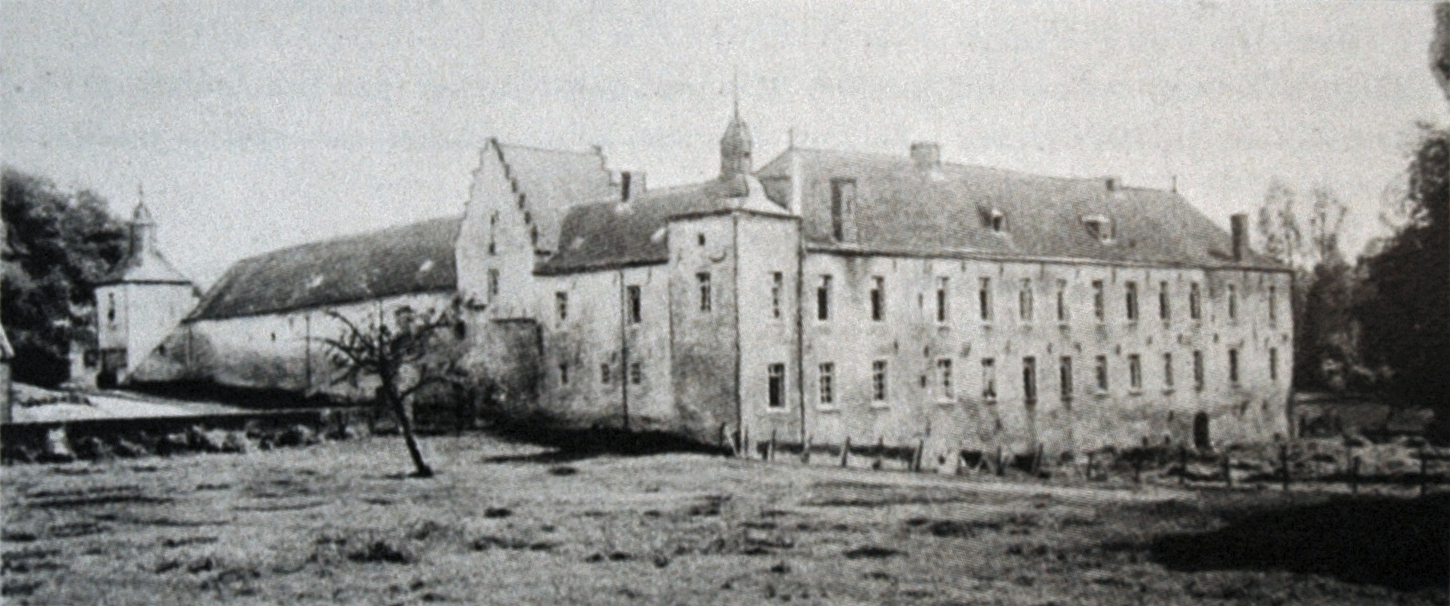
Schloss Kellersberg vor dem Brand 1897

Das Schloss Kellersberg war ein Schloss beim heutigen Stadtteil Kellersberg der Stadt Alsdorf in der nordrhein-westfälischen Städteregion Aachen. Es stand am heutigen, südlichen Ortsausgang von Kellersberg östlich der Straße Richtung Ofden und Euchen im Tal des Broicher Baches. Dort befinden sich heute der Kellersberger Hof und das Forsthaus Kellersberg.

## Baubeschreibung
Die Anlage war eine in der zweiten Hälfte des 17. Jahrhunderts erbaute vierflügelige Wasserburg aus Backstein. Sie besaß zwei vorspringende, quadratische Ecktürme, die von schiefergedeckten Hauben mit einer Laterne bekrönt waren. Das langgestreckte Herrenhaus bildete den westlichen Flügel. Es besaß zwei Geschosse und war durch große, in Haustein gefasste Fenster in zwölf Achsen unterteilt. Der Torbau der Anlage besaß sowohl nach außen als auch zur Hofseite Staffelgiebel. Auch eine Schlosskapelle ist urkundlich belegt.

## Geschichte

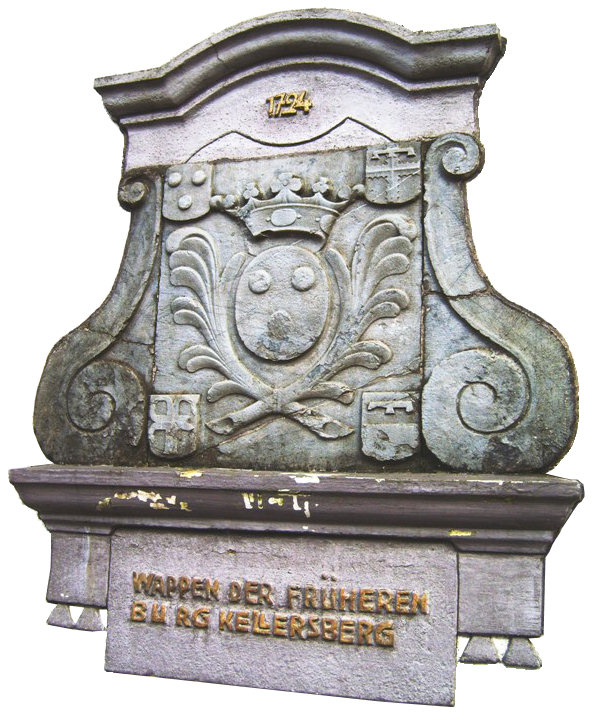
Erhaltener Wappenstein

1338 wurde das „adelige Haus und Gut Kellersberg“ erstmals erwähnt. 1439 befand sich der „Hof Kellersberg“ im Besitz des Wilhelmsteiner Ritters Heinrich von Droeten, 1603 dann im Besitz von Johann von Gronsfeld-Nivelstein, dessen Geschlecht bis Ende des 18. Jahrhunderts Besitzer blieb. 1867 ging die „Burg Kellersberg“ bzw. das „Schloss Kellersberg“ in den Besitz der Familie von Blanckart über. 1897 brannte das Schloss vollständig nieder und wurde nicht wieder aufgebaut, woraufhin der Baron von Blanckart seinen Wohnsitz nach Effeld bei Heinsberg verlegte. Der Eschweiler Bergwerks-Verein (EBV) erwarb das Gelände und errichtete ab 1906 dort die heutige Werksiedlung Kellersberg.
Erhalten blieb ein alter Wappenstein mit der Jahreszahl 1724. Er ist in die Tormauer des Kellersberger Hofs eingelassen.